# پادشاه یی ژو (شیه)
پادشاه یی از ژو (به چینی: 周夷王) با نام شخصی جی شیه (به چینی: 姬燮)؛ نهمین پادشاه دودمان ژو در چین باستان بود. تاریخ سلطنت وی مورد اختلاف است، اما عموماً تصور می‌شود که او از ۸۸۵ تا ۸۷۸ پ. م یا ۸۶۵ تا ۸۵۸ پ. م حکومت کرده‌است.

## زندگی
پیش از او عمویش، پادشاه شیائو ژو، حکومت می‌کرد که احتمالاً پدرش را سرنگون کرده بود. در سومین سال سلطنت خود، پادشاه یی در مناقشه‌ای در مقابل حاکم آی چی، طرف مرزبان جی را گرفت و حاکم آی را با جوشاندن او در یک دیگ بزرگ اعدام کرد. پادشاه یی، برادر ناتنی کوچکتر حاکم آی، جینگ، را به جکومت چی رساند که بعدها به نام حاکم هو چی شناخته شد.
در طول سلطنت او جنگ‌هایی در جنوب با ایالت چو و دونگ‌یی در گرفت. بنابر شیجی، در دوران سلطنت او قدرت سلطنتی قوی نبود و حاکمان منطقه‌ای از ادای احترام به دربار کوتاهی می‌کردند.
پس از او، پسرش، پادشاه لی ژو، برتخت نشست.

## خانواده
ملکه‌ها
- وانگ جی از طایفه جی ایالت ای (王姞 姞姓)؛ یک شاهدخت از شاخه خاندان سلطنتی در ایالت ای و مادر ولیعهد هو

پسران
- ولیعهد هو (太子胡؛ ۸۹۰-۸۲۸ پ. م)؛ پادشاه لی ژو